# بترا (بنگلادش)
بترا (به لاتین: Betra) یک روستا در بنگلادش است که در استان باریسال و در ناحیه پیروج‌پور واقع شده‌است.